# (304368) Móricz
(304368) Móricz, désignation internationale (304368) Moricz, est un astéroïde de la ceinture principale.

## Description
(304368) Moricz est un astéroïde de la ceinture principale. Il fut découvert le 26 septembre 2006 à Piszkesteto par Krisztián Sárneczky et Balázs Csák. Il présente une orbite caractérisée par un demi-grand axe de 3,01 UA, une excentricité de 0,07 et une inclinaison de 12,9° par rapport à l'écliptique.

## Compléments